# Bełda (gmina)
Bełda (do 1877 Przestrzele) – dawna gmina wiejska istniejąca w latach 1877–1954 i 1973–1976 w woj. białostockim, a następnie w woj. łomżyńskim (dzisiejsze woj. podlaskie). Siedzibą gminy była Bełda.

## Pierwsza odsłona (1877–1954)
Gmina powstała w 1877 roku, za Królestwa Polskiego w powiecie szczuczyńskim w guberni łomżyńskiej, z obszaru dotychczasowej gminy Przestrzele.
W okresie międzywojennym gmina Bełda należała do powiatu szczuczyńskiego w woj. białostockim. Po wojnie gmina zachowała przynależność administracyjną. 12 marca 1948 roku powiat szczuczyński przemianowano na powiat grajewski.
Według stanu z 1 lipca 1952 roku gmina składała się z 26 gromad: Bełda, Bukowo, Ciszewo, Czarnawieś, Danowo, Karwowo, Kołaki, Kosiły, Kosówka, Kozłówka, Kuligi, Łamane Grądy, Łazarze, Miecze, Pieńczykowo, Pieńczykówek, Przestrzele, Rybczyzna, Rydzewo, Sikora, Skrodzkie, Sołki, Stoczek, Turczyn, Wojdy i Wólka Piotrkowska.
Gmina została zniesiona 29 września 1954 roku wraz z reformą wprowadzającą gromady w miejsce gmin.

## Druga odsłona (1973–1976)
Gminę Bełda reaktywowano wraz z reformą gminną 1 stycznia 1973 roku w woj. białostockim powiecie grajewskim. Gmina objęła nieco mniejsze terytorium niż w 1954 roku: sołectwa Czarnawieś, Kuligi, Rybczyzna i Wojdy odpadły do gminy Rajgród, a sołectwo Sikora odpadło do gminy Grajewo; powstało też nowe sołectwo w gminie Bełda – Wólka Mała z części sołectwa Sikora. Łącznie nowa gmina Bełda objęła 22 sołectwa: Bełda, Bukowo, Ciszewo, Danowo, Karwowo, Kołaki, Kosiły, Kosówka, Kozłówka, Łamane Grądy, Łazarze, Miecze, Pieńczykowo, Pieńczykówek, Przestrzele, Rydzewo, Skrodzkie, Sołki, Stoczek, Turczyn, Wólka Mała i Wólka Piotrkowska.
1 czerwca 1975 roku gmina znalazła się w nowo utworzonym woj. łomżyńskim.
2 lipca 1976 roku gmina została zniesiona przez połączenie z dotychczasową gminą Rajgród w nową gminę Rajgród.

### Przyroda
Gmina obejmowała częściowy rezerwat faunistyczny o pow 11.58 ha utworzony w 1958; miejsce gnieżdżenia się czapli siwej w borze sosnowym obok szosy do Rajgrodu.